# Labíb Husajn Abú Rokan
Labíb Husajn Abú Rokan nebo Labíb Husajn Abú Rukan (hebrejsky לביב חוסיין אבו-רוכן, Labib Chusajn Abu Rokan, arabsky لبيب حسين أبو ركن, žil 1911 – 20. listopadu 1989) byl izraelský politik a poslanec Knesetu za stranu Šituf ve-achva.

## Biografie a politická dráha
Narodil se ve obci Isfija v tehdejší Osmanské říši (dnes Izrael). Byl členem komunity izraelských Drúzů.
Během arabského povstání v letech 1936-1939 navázal styky s představiteli Židů, zejména s Abou Chušim ze zaměstnanecké rady v Haifě a s židovskými jednotkami Hagana. Angažoval se v arabskojazyčném odborovém hnutí napojeném na centrálu Histadrut. Během války za nezávislost v roce 1948 byl aktivní v náboru drúzských dobrovolníků do izraelské armády. Po vzniku státu Izrael se podílel na zakládání družstev v drúzských a arabských vesnicích v Izraeli. Patřil mezi zakladatele společnosti Bustan pro obchod se zemědělskými produkty. V letech 1950–1959 byl starostou obce Isfija. Roku 1963 byl jmenován drúzským náboženským soudcem a od roku 1980 členem drúzského náboženského odvolacího soudu.
V izraelském parlamentu zasedl po volbách v roce 1959, do nichž šel za stranu Šituf ve-achva (Spolupráce a bratrství). Byl členem parlamentního výboru pro záležitosti vnitra.